# Alberto Valentim
Alberto Valentim do Carmo Neto (Oliveira, Minas Gerais, 22 de marzo de 1975) es un exfutbolista y actual entrenador brasileño. Jugaba como mediocampista. Actualmente dirige al América Mineiro.

## Trayectoria

### Futbolista
| Club                 | País   | Año       |
| -------------------- | ------ | --------- |
| Guarani              | Brasil | 1995      |
| Inter de Limeira     | Brasil | 1995-1996 |
| Athletico Paranaense | Brasil | 1996-1997 |
| São Paulo            | Brasil | 1997-1998 |
| Cruzeiro             | Brasil | 1998      |
| Flamengo             | Brasil | 1998      |
| Udinese              | Italia | 1999-2005 |
| Siena                | Italia | 2005-2008 |
| Athletico Paranaense | Brasil | 2008-2009 |

### Entrenador
| Club                 | País   | Año       |
| -------------------- | ------ | --------- |
| Palmeiras (Interino) | Brasil | 2014      |
| Palmeiras (Interino) | Brasil | 2016      |
| Red Bull Brasil      | Brasil | 2017      |
| Palmeiras (Interino) | Brasil | 2017      |
| Botafogo             | Brasil | 2018      |
| Pyramids             | Egipto | 2018      |
| Vasco da Gama        | Brasil | 2018-2019 |
| Avaí                 | Brasil | 2019      |
| Botafogo             | Brasil | 2019-2020 |
| Cuiabá               | Brasil | 2021      |
| Athletico Paranaense | Brasil | 2021-2022 |
| CSA                  | Brasil | 2022      |
| Atlético Goianiense  | Brasil | 2023      |
| Ituano               | Brasil | 2024      |
| Ponte Preta          | Brasil | 2024-2025 |
| América Mineiro      | Brasil | 2025-Act  |

### Estadísticas como entrenador
Datos actualizados al último partido dirigido el 17 de agosto de 2025.
| Club                            | País   | Año           | PJ  | PG | PE | PP | Rendimiento |
| ------------------------------- | ------ | ------------- | --- | -- | -- | -- | ----------- |
| Athletico Paranaense (Interino) | Brasil | 2014          | 1   | 0  | 0  | 1  | 0%          |
| Palmeiras (Interino)            | Brasil | 2014          | 8   | 4  | 1  | 3  | 54.17%      |
| Palmeiras (Interino)            | Brasil | 2015          | 1   | 1  | 0  | 0  | 100%        |
| Palmeiras (Interino)            | Brasil | 2016          | 1   | 1  | 0  | 0  | 100%        |
| Red Bull Brasil                 | Brasil | 2016 - 2017   | 15  | 4  | 4  | 7  | 35.56%      |
| Palmeiras (Interino)            | Brasil | 2017          | 11  | 6  | 1  | 4  | 57.58%      |
| Botafogo                        | Brasil | 2018          | 26  | 11 | 8  | 7  | 52.57%      |
| Pyramids                        | Egipto | 2018          | 3   | 2  | 1  | 0  | 77.78%      |
| Vasco da Gama                   | Brasil | 2018 - 2019   | 41  | 17 | 11 | 13 | 50.4%       |
| Avaí                            | Brasil | 2019          | 15  | 3  | 4  | 8  | 28.89%      |
| Botafogo                        | Brasil | 2019 - 2020   | 18  | 7  | 2  | 9  | 42.59%      |
| Cuiabá                          | Brasil | 2021          | 10  | 7  | 3  | 0  | 80%         |
| Athletico Paranaense            | Brasil | 2021 - 2022   | 28  | 8  | 8  | 12 | 38.09%      |
| CSA                             | Brasil | 2022          | 10  | 1  | 4  | 5  | 23.33%      |
| Atlético Goianiense             | Brasil | 2023          | 12  | 3  | 6  | 3  | 41.67%      |
| Ituano                          | Brasil | 2024          | 34  | 9  | 4  | 21 | 35.29%      |
| Ponte Preta                     | Brasil | 2024-2025     | 27  | 13 | 6  | 8  | 55.56%      |
| América Mineiro                 | Brasil | 2025-presente |     |    |    |    |             |
| Total                           | Total  | Total         | 259 | 97 | 63 | 99 | 45.56%      |

## Controversia por falsificación de pasaporte
Alberto Valentim fue descubierto en septiembre de 2000 portando un pasaporte portugués falsificado mientras intentaba ingresar a Polonia junto con la delegación del Udinese Calcio. Ese incidente derivó en una investigación realizada por autoridades de la Lega Calcio que terminó por destapar el escándalo de los pasaportes falsos. El jugador fue sancionado con una suspensión de un año en junio de 2001, pero la sentencia fue luego reducida. 

## Palmarés

### Como futbolista

#### Campeonatos regionales
| Título                 | Club                | País      | Año  |
| ---------------------- | ------------------- | --------- | ---- |
| Campeonato Paulista A2 | Inter de Limeira    | São Paulo | 1996 |
| Campeonato Paulista    | São Paulo           | São Paulo | 1998 |
| Campeonato Paranaense  | Atlético Paranaense | Paraná    | 2009 |

#### Campeonatos nacionales
| Título                     | Club                | País   | Año  |
| -------------------------- | ------------------- | ------ | ---- |
| Seletiva para Libertadores | Atlético Paranaense | Brasil | 1999 |

#### Campeonatos internacionales
| Título                    | Club    | Sede  | Año  |
| ------------------------- | ------- | ----- | ---- |
| Copa Intertoto de la UEFA | Udinese | Udine | 2000 |

### Como entrenador

#### Campeonatos regionales
| Título             | Club     | Estado         | Año  |
| ------------------ | -------- | -------------- | ---- |
| Campeonato Carioca | Botafogo | Río de Janeiro | 2018 |

#### Campeonatos internacionales
| Título            | Club                 | Sede       | Año  |
| ----------------- | -------------------- | ---------- | ---- |
| Copa Sudamericana | Athletico Paranaense | Montevideo | 2021 |

### Distinciones individuales
| Distinción                               | Año  |
| ---------------------------------------- | ---- |
| Mejor Entrenador de la Copa Sudamericana | 2021 |

| Predecesor: Hernán Crespo | Entrenadores campeones de la Copa Sudamericana 2021 | Sucesor: Martín Anselmi |